# The John Coltrane Quartet Plays
Albums de John Coltrane
A Love Supreme
(1964) Ascension
(1966)
The John Coltrane Quartet Plays est un album du saxophoniste John Coltrane sorti en 1965. Selon Scott Yanow, ce disque est « une introduction parfaite à la dernière période de Coltrane. »

## À propos de la musique
C'est à partir de 1965 que Coltrane, après avoir rapidement exposé le thème, se met à jouer de longues improvisations « free », atonales, passionnées et furieuses.
On trouve sur cet album deux standards, Nature Boy, joué en 5/4 et Chim Chim Cheree, issu de la comédie musicale Mary Poppins, sortie l'année précédente. Ce morceau à trois temps peut être comparé à My Favorite Things, enregistré sur l'album du même nom en 1961 : McCoy Tyner et Elvin Jones sont présents sur ces deux morceaux ; Coltrane passe d'un jeu solaire à une intensité anxieuse et furieuse. Figurent également deux compositions, Brazilia, que l'on entend sur l'enregistrement au Village Vanguard de 1961, et Song of Praise, une ballade jouée rubato typique de Coltrane.
Le contrebassiste Art Davis, qui a joué avec Coltrane en 1961, s'ajoute au quartet habituel de Coltrane sur Feelin' Good et les versions en studio de Nature Boy.
La réédition en CD inclut d'autres versions de Nature Boy ainsi qu'une reprise de Feeling Good, rendu populaire par Nina Simone.

## Titres
| No | Titre                                          | Musique                               | Durée |
| -- | ---------------------------------------------- | ------------------------------------- | ----- |
| 1. | Chim Chim Cheree                               | Robert B. Sherman, Richard M. Sherman | 6:56  |
| 2. | Brazilia                                       | John Coltrane                         | 12:54 |
| 3. | Nature Boy                                     | Eden Ahbez                            | 8:01  |
| 4. | Song of Praise                                 | John Coltrane                         | 9:47  |
| 5. | Feeling Good (réédition en CD)                 | Anthony Newley, Leslie Bricusse       | 6:21  |
| 6. | Nature Boy (réédition en CD, première version) | Eden Ahbez                            | 7:03  |
| 7. | Nature Boy (réédition en CD, live)             | Eden Ahbez                            | 8:18  |

## Musiciens
- John Coltrane : saxophone ténor et soprano
- McCoy Tyner : piano
- Jimmy Garrison : contrebasse (1, 2, 3, 4, 7)
- Art Davis : contrebasse (3, 5, 6)
- Elvin Jones : batterie